# Cașpalat, Bolgrad
Cașpalat (în ucraineană Нові Каплани, transliterat: Novi Kaplanî, în germană Kaschpalat) este un sat în comuna Pavlivka din raionul Bolgrad, regiunea Odesa, Ucraina. Satul a fost locuit de germanii basarabeni.

## Demografie
Componența lingvistică a localității Cașpalat
     Rusă (75,44%)
     Bulgară (9,59%)
     Română (8,14%)
     Ucraineană (6,4%)
     Alte limbi (0,15%)
Conform recensământului din 2001, majoritatea populației localității Cașpalat era vorbitoare de rusă (75,44%), existând în minoritate și vorbitori de bulgară (9,59%), română (8,14%) și ucraineană (6,4%).